# Maki'la
 Maki'la  es una película coproducción de República Democrática del Congo y Francia filmada en colores dirigida por Machérie Ekwa Bahango sobre su propio guion. Fue rodada en Kinshasa, se estrenó en Alemania el 17 de febrero de 2018 y tuvo como actores principales a Amour Luzolo Lombi, Fidéline Kwanza Mafimbu y Serge Kanyinda. El Fondo Imagen de la Francofonía (Fonds Image de la Francophonie) otorgó un subsidio de € 15000 para la finalización del filme.
La película integró la selección oficial del Festival Panafricano de Cine y Televisión de Uagadugú, estuvo nominada en el Festival de cine de Cartago al Premio Tanit de Oro a la Mejor Película de Ficción y ganó el Premio Pantalla de Oro en el Festival Internacional de Cine Pantallas Negras 2018.

## Sinopsis
Maki'la está casada con Mbingazor, el jefe de una banda de jóvenes delincuentes, que muestran en la calle prendas de diseño que en su mayoría han sido robadas. Maki'la pasa con ellos la mayor parte de su tiempo y Mbingazor está a menudo drogado o borracho y le deja  poco o nada de dinero para alimentarse. La frustración lleva a Maki'la a hacer que otros roben para ella. Así conoce a Acha, que recién había llegado de una aldea lejana en busca de un hermano, que no solo roba para Maki sino que se vuelve inseparable y desencadena una profunda transformación en Maki'la. Cuando  Mbingazor sospecha que están teniendo una relación romántica se produce una violenta pelea, Acha mata a Mbingazor con la pistola que Maki le había arrebatado a un cliente, y en el mismo momento es apuñalada. Maki le revela a Acha que el hombre que acababa de matar es el hermano que estaba buscando y de inmediato se suicida con un tiro en la cabeza. Sin el apoyo de Maki, Acha queda más perdida que nunca.

## Reparto
Intervinieron en la película los siguientes intérpretes:
- Amour Luzolo Lombi ... Maki
- Fidéline Kwanza Mafimbu ... Acha
- Serge Kanyinda ... Mbingazor
- Deborah Tshisalu ... Zola
- Plotin Dianani ... Champion
- Ekwa Ekwa Wangi ... Kele

## Críticas
El sitio cgiii.com escribió:

”La República Democrática del Congo no es conocida por hacer películas. Maki'la merece ser aplaudida por haber sido hecha en …un país problemático. Estos problemas se encuentran en el filme… abuso doméstico, la salud mental, drogadicción, alcoholismo, prostitución, brujería ... afectan la vida de todos los que se ganan la vida…Mbingazor… es un monstruo inquebrantable de un hombre ... actuado al extremo, es decir, exagerado. Hay algunas otras actuaciones débiles ... pero, Maki'la misma es la luz brillante en esta película. La agonía de su existencia es tan desagradable como palpable. Esta es una película valiente que sufre de falta de experiencia y de dinero. Pero, aun así, rezuma talento...vale la pena verla... es un filme profundamente conmovedor.

Beti Ellerson en el sitio africanwomenincinema opinó:

” El director proporciona sutiles sugerencias sobre el impasse y la inmovilidad que asfixian a la sociedad congoleña. El despertar / revuelta de Maki surge como un llamado a un cambio crucial….Las escenas de conflicto, a veces en combate directo con Mbingazor, quien dicta la ley, son como metáforas de confrontaciones sociales entre un pueblo ansioso por el cambio y un poder opresivo ilegítimo.